# 奕世尚书坊
奕世尚书坊，座落于中国安徽省宣城市绩溪县瀛洲镇龙川村水街上，是明朝嘉靖四十一年（1562年）为龙川胡氏先后两位尚书南京户部尚书胡富、兵部尚书胡宗宪所建的石制牌坊。2013年国务院公布为全国重点文物保护单位。

## 建筑结构
石坊为仿木结构，四柱、四樑、七枋、三间、五楼，南北朝向。通高10米，面宽3米，进深3米。樑、柱、枋、抱鼓石等主体结构为花岗岩石，屋面、斗拱、鸱吻、雀替、匾额、花板等部分则取茶园石雕凿而成。
四根石柱均为抹角做法；每根柱子南北两面均有大型抱鼓石；柱子上三分之一处饰以丁头拱。樑用平板枋代替，架在柱子之上；南北两面均有装饰用的起线和莲瓣纹。主楼、次楼、边楼做法一致：以坐斗、斗拱、昂撑起出跳；用石板凿出瓦当、瓦垄、发戗，作为屋面覆盖其上；歇山顶；正脊两侧饰以鸱吻，明间正脊中部置火焰珠。

## 雕刻装饰
石坊的雕刻装饰手法包括浅浮雕、高浮雕、半圆雕、透雕等。边间平板枋上方内侧雕有正反四只镂空花瓶。七根额枋南北两面分别雕有双龙戏珠、鲲鹏展翅、鹤跃祥云、二狮滚球、麒麟呈祥、海马献瑞等形象。其中，明间中额枋北侧雕凿百官行舟图，一条画舫行驶在波涛翻滚的海上，舟中文武百官或弈棋，或卜卦，或钓鱼，或挥墨，各行其好；人物众多，内容丰富，画面生动，堪称该坊雕刻艺术之冠。

## 文字内容
主楼平板枋之上，南北两侧各竖一小匾，上书“恩榮”二字，四周盘刻双龙戏珠纹。
明间三块花板，左右边间各一块花板。自南面看，最上一块由四只宝瓶托起的花板上，写有楷书“奕世尚書”；奕世即累世，“奕世尚书”指龙川胡氏连续几代都有人出任尚书。中一块写明“成化戊戌科進士戶部尚書胡富 嘉靖戊戌科進士兵部尚書胡宗宪”。右一块写“大司徒”，左一块写“大司馬”，分别为户部、兵部尚书之雅称。
北面与南面对应，最上一块写“奕世宫保”。中一块写明“太子少保胡富 太子太保胡宗宪”。右一块写“青宫少保”，左一块写“青宫太保”；青宫即东宫，为太子雅称。
下一块花板则记录了石坊的立坊者和建筑年月。

## 图片

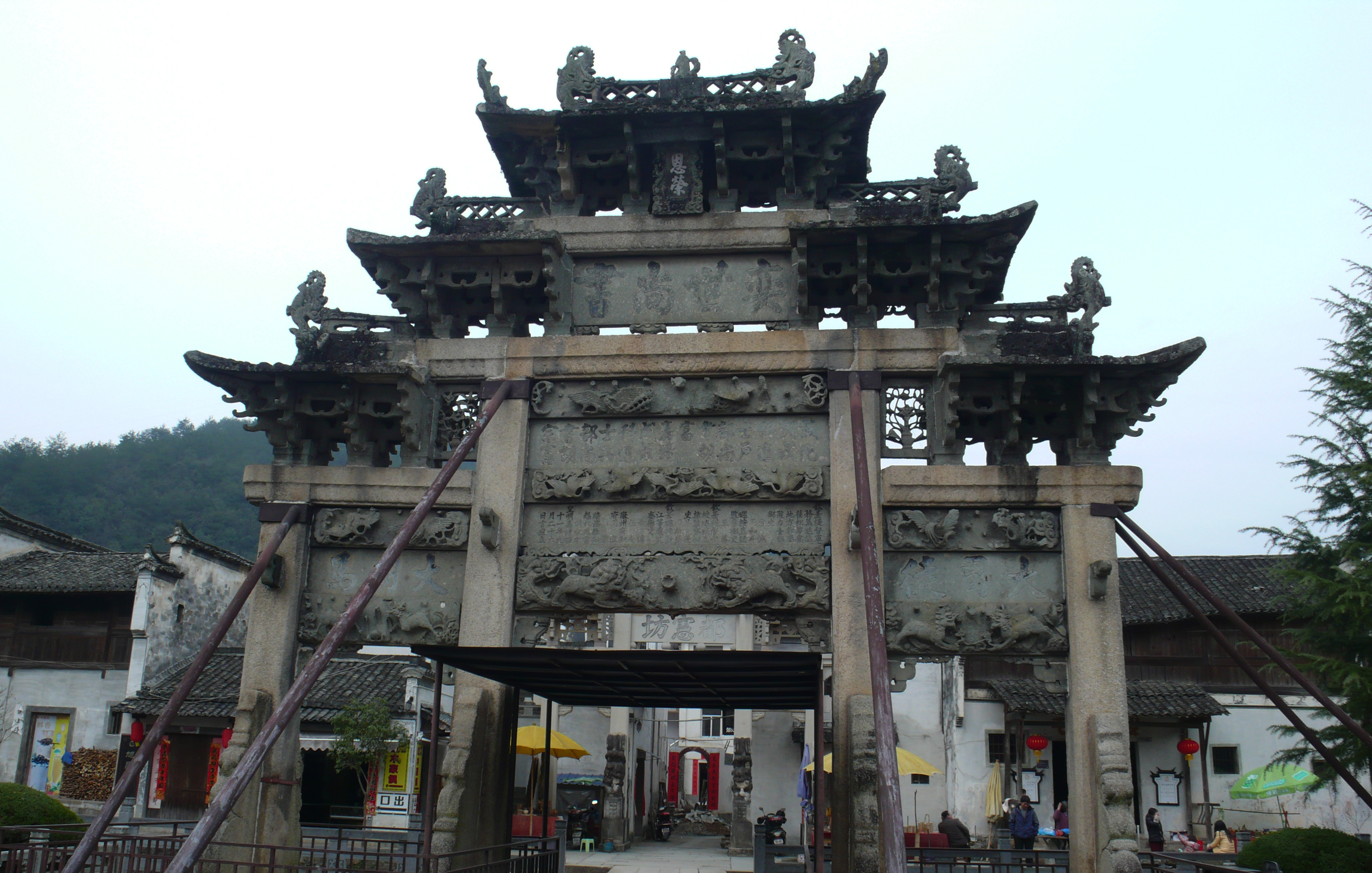
南面，整体
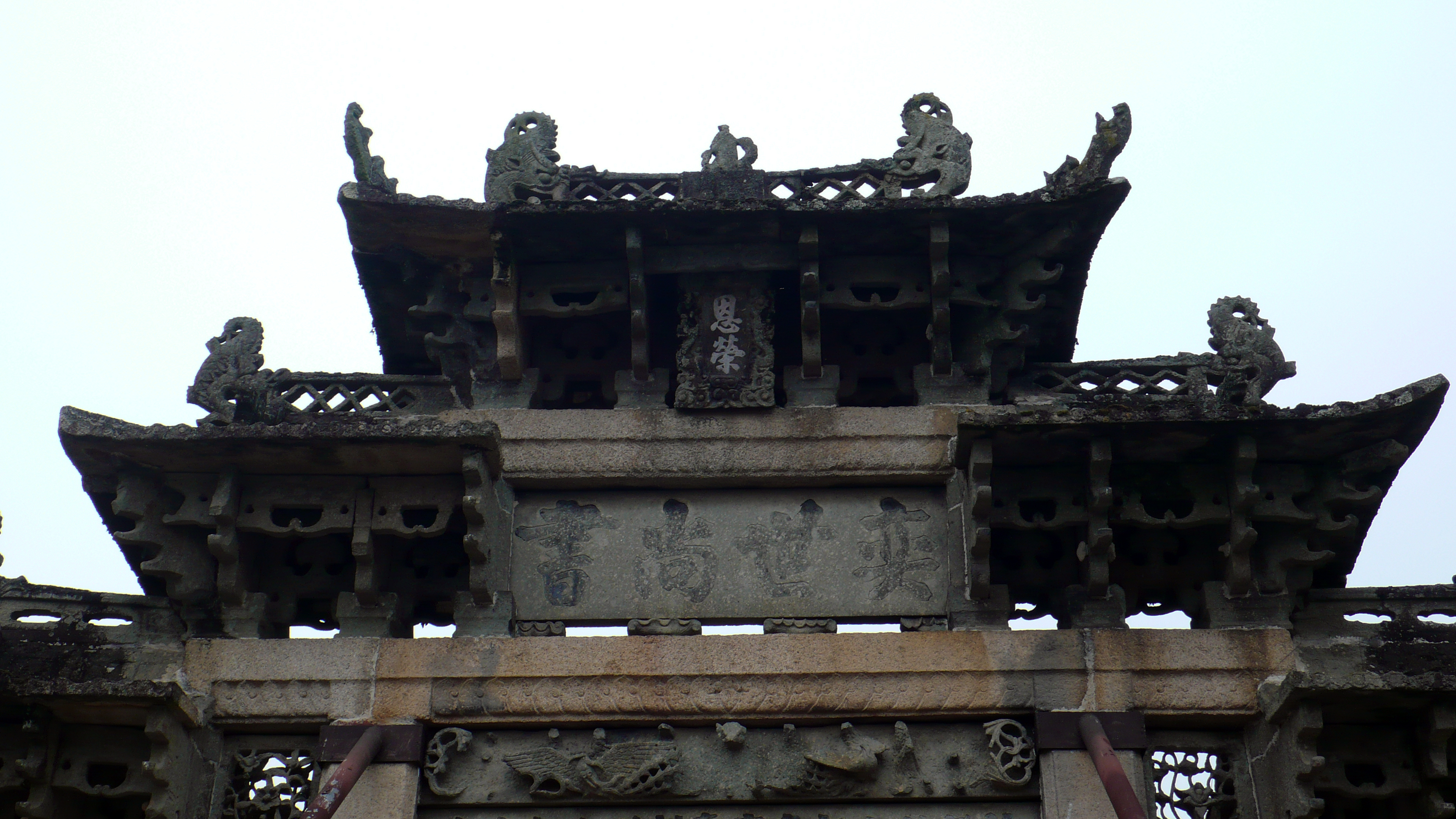
南面，明间上部细节
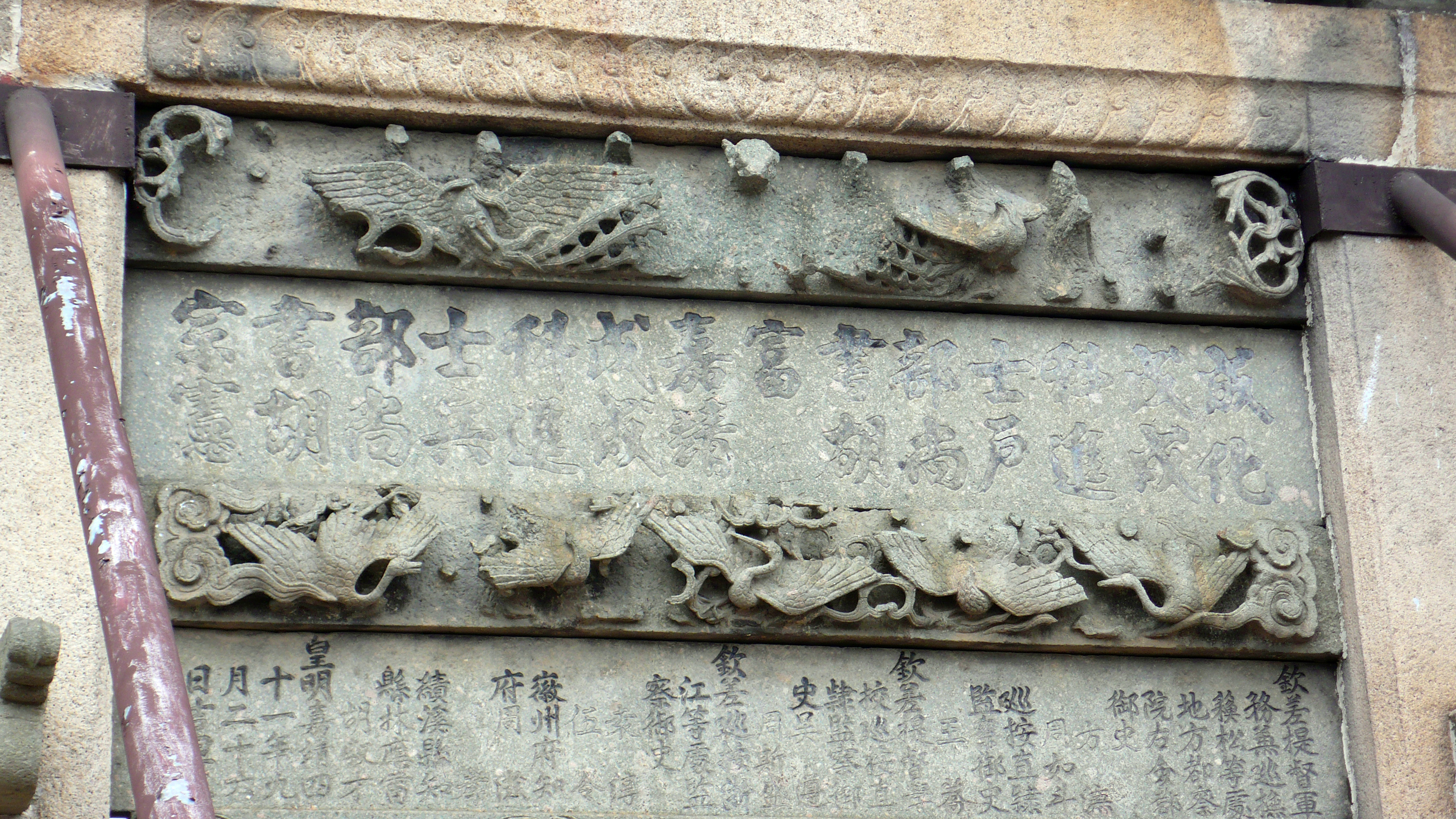
南面，明间中部细节
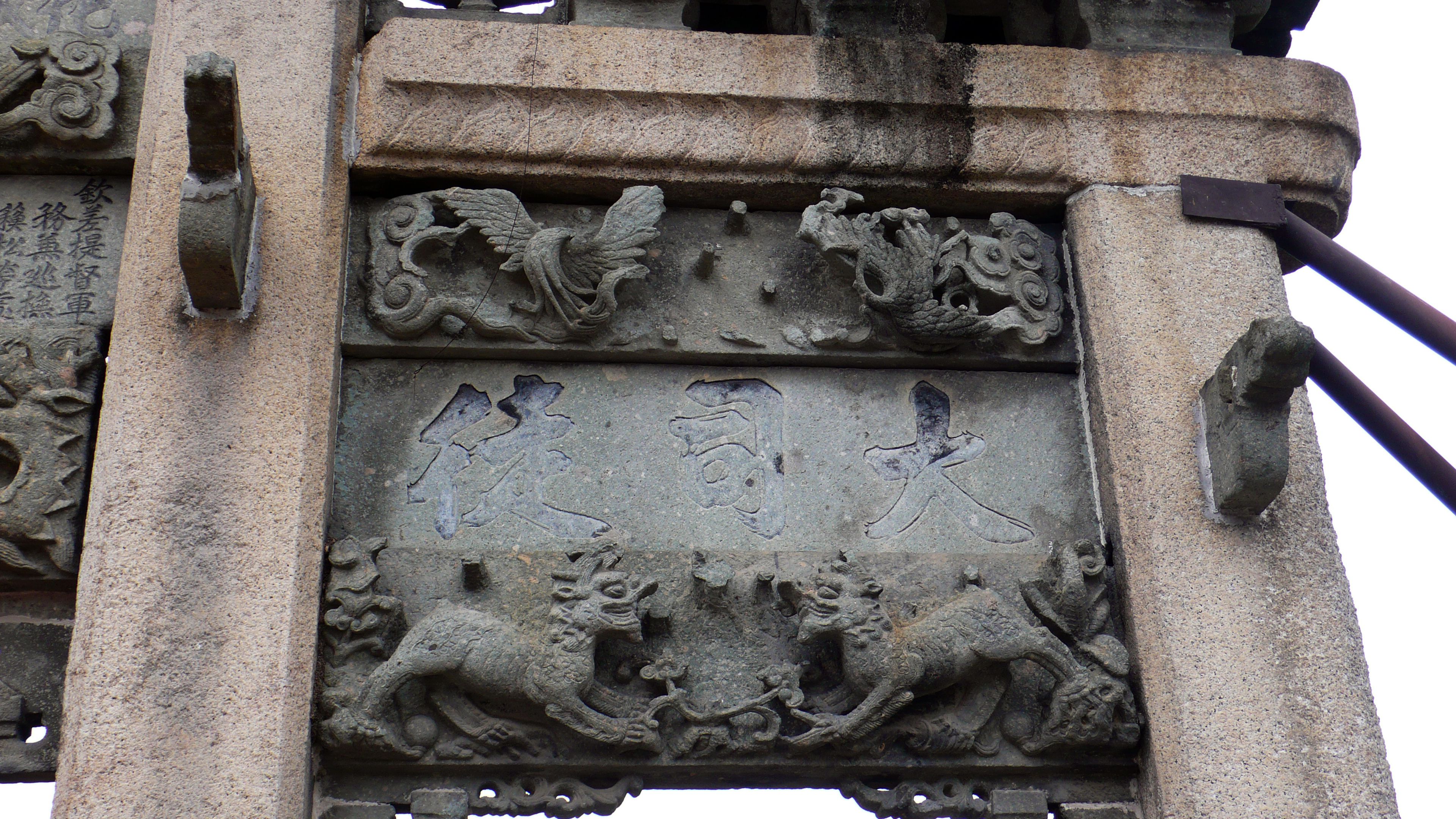
南面，右边间细节
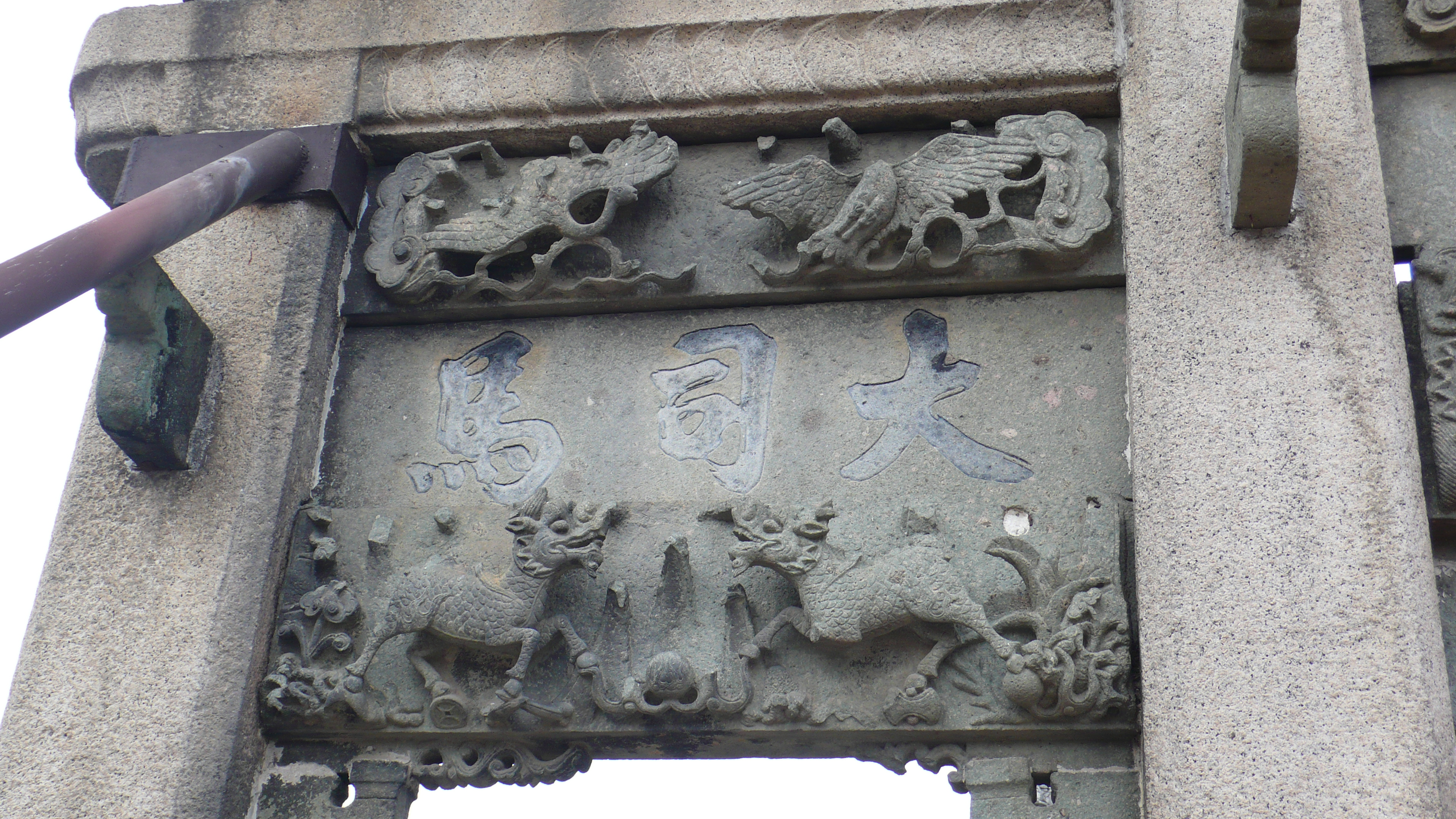
南面，左边间细节
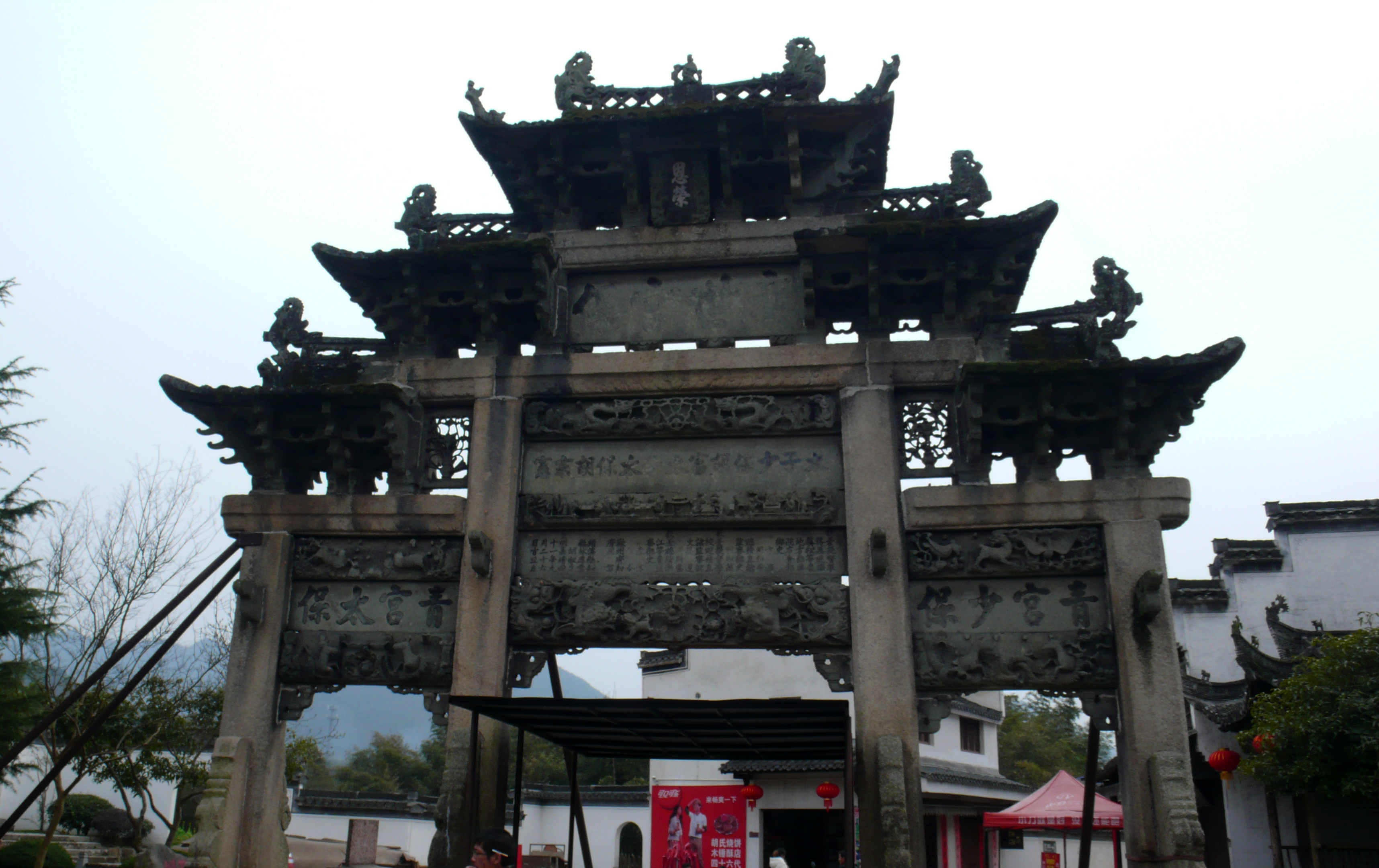
北面，整体
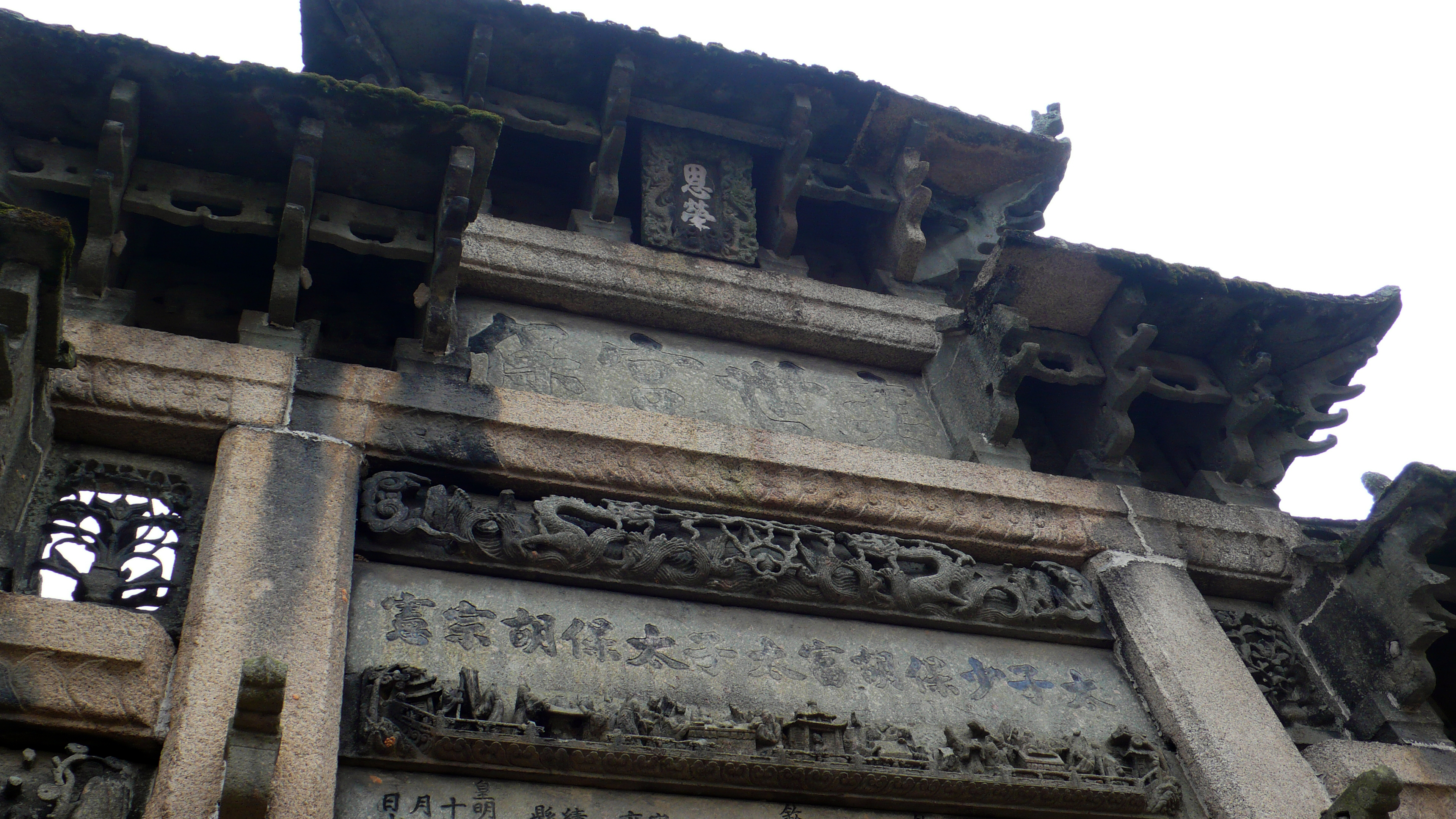
北面，明间上、中部细节
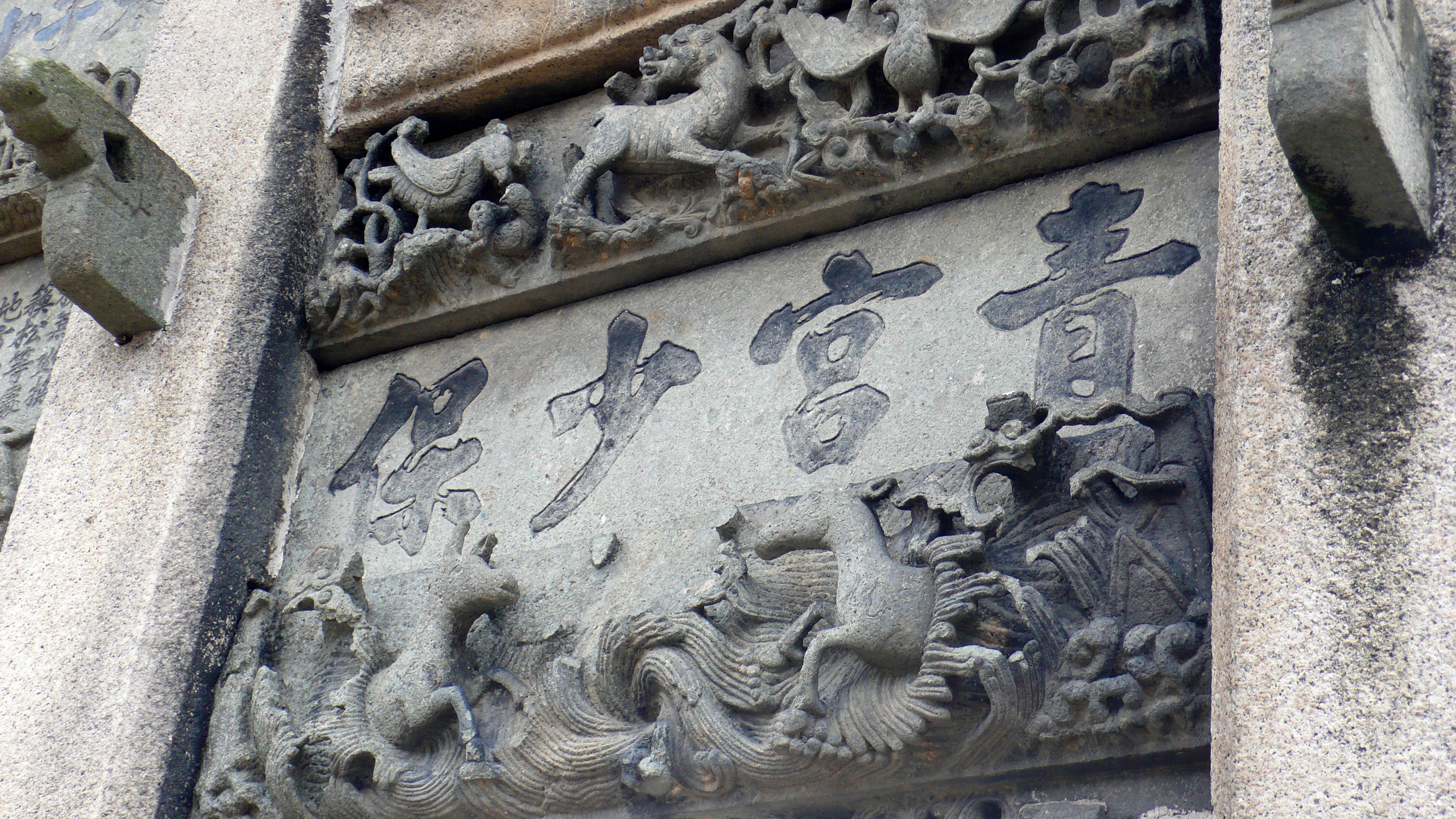
北面，右边间细节
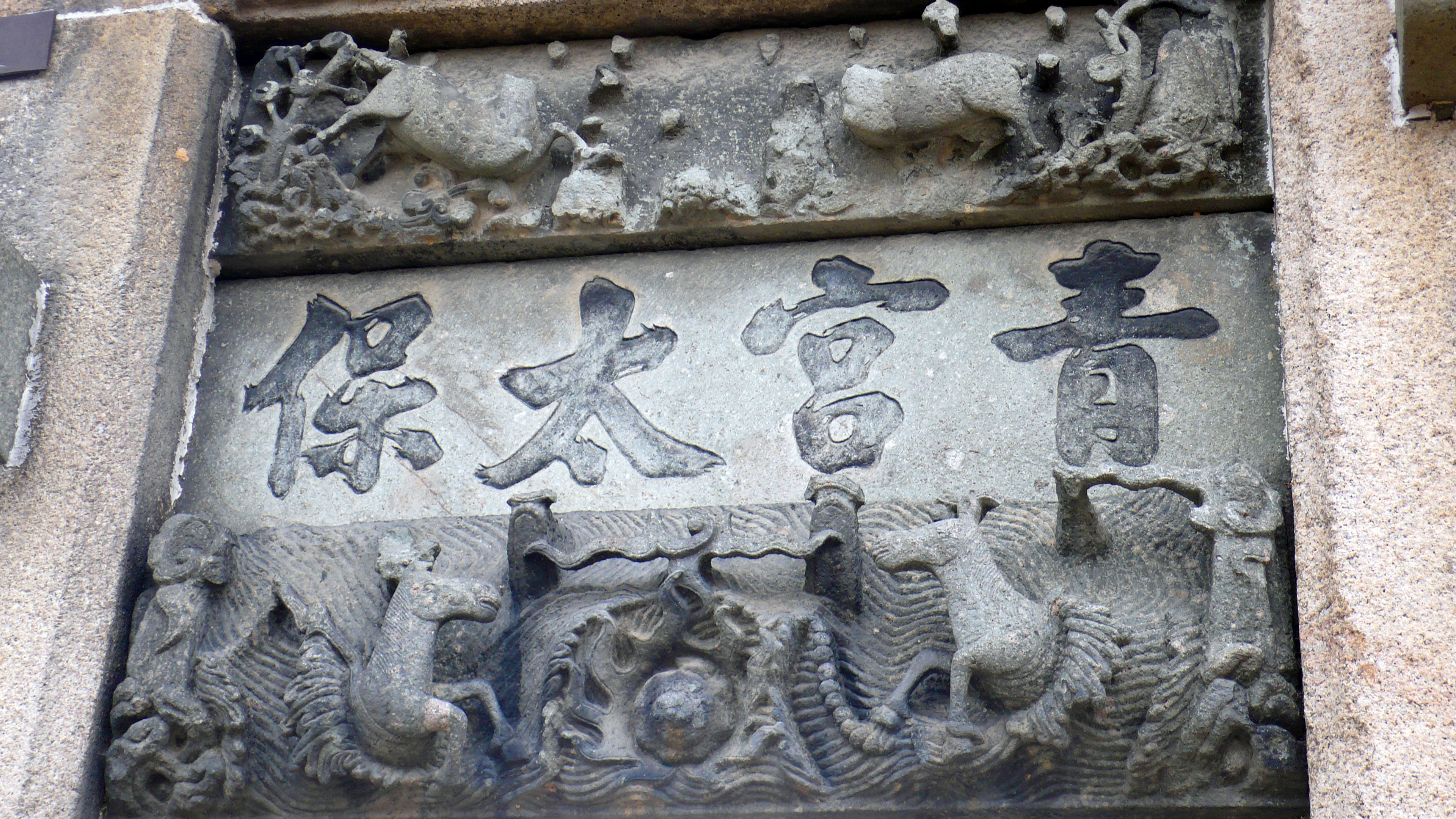
北面，左边间细节

## 注解
1. ↑  南側書“欽差提督軍務兼蘇松等處地方都察院右僉都御史 方濂 周如斗 巡按直隸監察御史 王蕎 欽差提督學校巡按直隸監察御史 吳遵 周斯盛 欽差巡按浙江等處監察御史 袁淳 伍令 徽州府知府 周滋 胡孝 績溪縣知縣 林應雷 胡叔才 皇明嘉靖四十一年九月二十六日吉旦立”。北側所書大致相同，唯“巡按直隸監察御史”後的人名為“劉以節”而非“王蕎”，倒數第八行無“胡孝”字。